# Сулехов
Сулехов или Сулѐхув (на полски: Sulechów, Cylichów – старо название; на немски: Züllichau) е град в Западна Полша, Любушко войводство, Жельоногорски окръг. Административен център е на градско-селската Сулеховска община. Заема площ от 6,88 км2. Към 2019 година населението му възлиза на 16 925 души.